# La Boissière, Mayenne
La Boissière är en kommun i departementet Mayenne i regionen Pays de la Loire i nordvästra Frankrike. Kommunen ligger i kantonen Craon som tillhör arrondissementet Château-Gontier. År 2022 hade La Boissière 116 invånare.

## Befolkningsutveckling
Antalet invånare i kommunen La Boissière
| Referens: INSEE |